# Jan-Dirk
Die Jan-Dirk ist ein Küstenmotorschiff, das heute in Krautsand am Ruthenstrom als Museumsschiff seinen Liegeplatz hat. Eigner des Schiffes ist der am 26. Juni 1999 gegründete Förderverein zur Erhaltung des Küstenmotorschiffes MS JAN-DIRK e. V. in Drochtersen.

## Geschichte

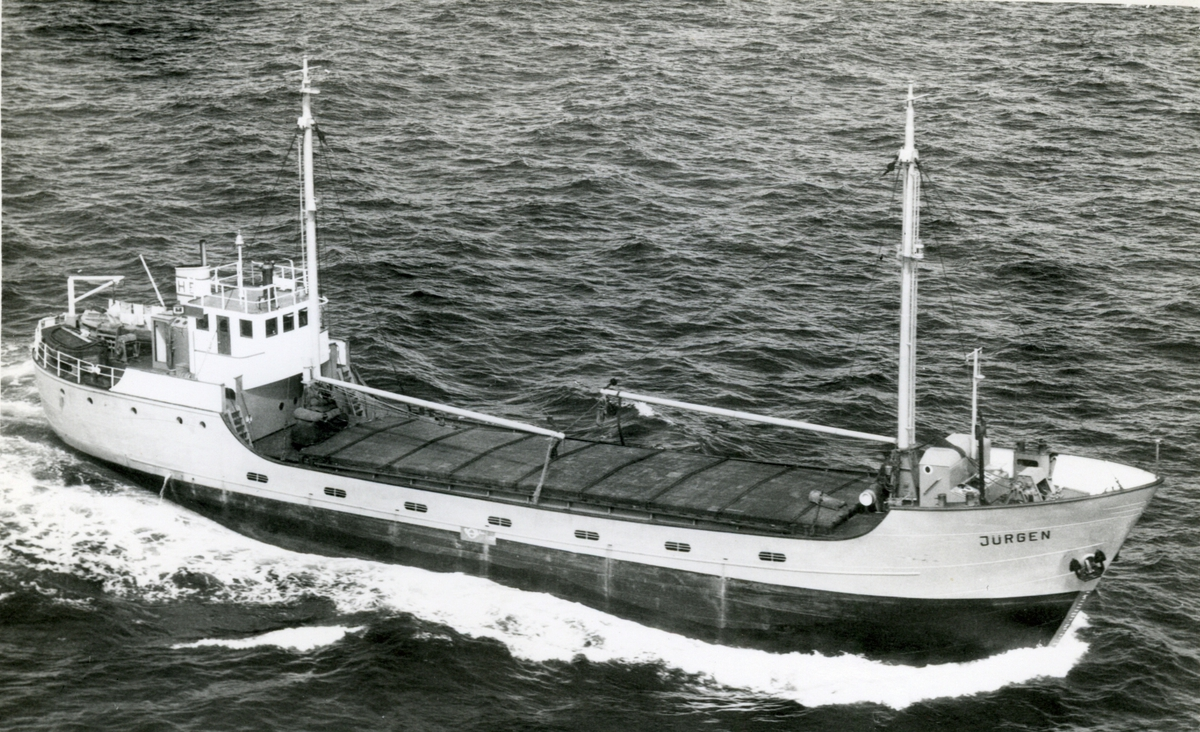
Die Jürgen im ursprünglichen Zustand

Gebaut wurde das Weselmann-Kümo 1949/1950 unter der Baunummer 22 auf der Mützelfeldtwerft in Cuxhaven. Für den Bau galten noch die Beschränkungen des Alliierten Kontrollrats nach dem Zweiten Weltkrieg. Die Kiellegung fand im Dezember 1949 statt. Das Schiff lief am 29. Juli 1950 vom Stapel und wurde am 1. November 1950 an den Stader Reeder Henry Blohm abgeliefert, der das Schiff auf den Namen Jürgen taufte. Die Stader Reederei Heinrich Nagel & Sohn erwarb das Schiff im Jahr 1965 und benannte es im Folgejahr in Heinrich Nagel um. Im Jahr 1974 erhielt es durch einen weiteren Verkauf seinen jetzigen Namen Jan-Dirk. Die neuen Eigner, Reinhard & Walli von der Fecht aus Wischhafen benannten das Schiff nach ihrem Sohn.
Im März 1981 wurde das Schiff noch einmal verkauft, diesmal nach Burgstaaken auf Fehmarn. Hier wurde das Schiff mit einem Lukenwagen nachgerüstet. Anfang Februar 1999 sollte das Schiff zum Abbruch nach Dänemark verkauft werden, wurde aber kurzfristig von Wischhafener Pädagogen und Schiffsliebhaber Ulrich Koch übernommen, der das Schiff der Nachwelt erhalten wollte und dafür den Förderverein zur Erhaltung des Küstenmotorschiffes MS JAN-DIRK e. V. gründete.

## Museumsschiff
Der Förderverein zur Erhaltung des Küstenmotorschiffes MS JAN-DIRK e.V. übernahm das Schiff im Dezember 2000 und richtete es als Museumsschiff her. Das Schiff befindet sich, mit Ausnahme der baulichen Veränderungen, noch weitestgehend in seinem Originalzustand. Es ist seit dem 4. Juni 2005 in Krautsand beheimatet und wird für Veranstaltungen und Fahrten genutzt.

## Technische Daten
Das Schiff wird von einem Viertakt-Sechszylinder-Dieselmotor des Herstellers Deutz mit 250 PS Leistung angetrieben, der auf einen Propeller wirkt. Für die Stromerzeugung steht ein Dieselgenerator zur Verfügung.
Das Schiff verfügt über einen Laderaum mit einer Kapazität von 609 m³ (bei Schüttgut). Die Luke ist 19,5 × 5 Meter groß. Es war ursprünglich mit zwei Masten und zwei Ladebäumen für den Ladungsumschlag ausgerüstet. 1974 ließen die damals neuen Eigner des Schiffes auf der Krooß-Werft in Wischhafen Masten und Ladebäume entfernen und bei dem Umbau aus optischen Gründen eine Teakholzverkleidung am Ruderhaus anbringen.